# Depressione adriatica
La depressione adriatica è una depressione mediterranea che si forma nel medio-alto Adriatico. 

## Ciclogenesi
La struttura di bassa pressione si forma a seguito di un afflusso di aria fredda, che riesce a valicare le Alpi Orientali attraverso la cosiddetta Porta della Bora.
La massa d'aria fredda, che si incanala attraverso le valli del Carso, affluisce da nord-est verso sud-ovest, raggiunge il Golfo di Trieste, entra ed attraversa l'alto Adriatico interagendo con l'umidità e la diversa temperatura del mare; alla fine, tende ad impattare sul versante orientale degli alti rilievi dell'Appennino centrale.
L'interazione tra tutti i suddetti fattori determina la formazione di una struttura di bassa pressione che si localizza tra l'alto e il medio versante adriatico, dove determina tempo molto instabile e sensibile diminuzione delle temperature.
Una volta formatasi, la depressione adriatica tende a muoversi lentamente verso sud o verso sud-est.